# Lester Morgan Suazo
Lester Morgan Suazo (Villanueva de Santa Cruz de Guanacaste, 2 de maio de 1976 - San José, 1 de novembro de 2002) foi um futebolista costa-riquenho que atuava como goleiro.
Foi reserva de Erick Lonnis na Copa América 2001 e Copa do Mundo 2002. Morgan cometeu suicídio com um tiro na cabeça, aos 26 anos de idade.

## Carreira
Morgan tentou sua sorte como atacante e meio-campista antes de se tornar goleiro. Depois que se tornou profissional, no AD Guanacasteca, transferiu-se para o CS Herediano.
Não conseguiu chegar à um clube de maior expressão devido às suas várias contusões, o que acabou por atrapalhar sua carreira e incentivá-lo ainda mais a pôr fim em sua vida com as próprias mãos.

### Seleção nacional
Morgan fez seis jogos pela seleção costarriquenha e participou da Copa América 2001 e da Copa do Mundo 2002.
Fez seu primeiro jogo em Los Ticos, num amistoso contra a seleção da Jamaica em 24 de Fevereiro de 1999, em que os costarriquenhos venceram por 9 a 0. Seu último jogo foi num encontro contra a seleção da Colômbia em 9 de Maio de 2002.
Também fez parte do time da seleção costarriquenha sub-20 que disputou o Mundial Sub-20 1995, no Qatar.

## Morte
Morgan cometeu suicídio em 1 de Novembro de 2002, aos 26 anos, numa cabana que havia sido emprestada por uma amiga em San Rafael de Heredia, ao norte de San José. O atleta morreu com um tiro na cabeça, e seu corpo foi encontrado, às 8:15 A.M. (horário local), por um amigo que foi buscá-lo para o treinamento matutino do CS Herediano.
Apesar de atuar durante três anos pela Costa Rica, Morgan nunca foi titular absoluto de sua seleção devido às suas várias contusões, o que o impedia de chegar à clubes de mais expressão e que pode ter sido um dos motivos de seu suicídio.